# Domingo Bello y Espinosa
Domingo Bello y Espinosa (San Cristóbal de La Laguna, Ilhas Canárias, 31 de julho de 1817 — 31 de janeiro de 1884) foi um botânico espanhol, reconhecido advogado, que dedicou suas horas livres à botânica e elaborou um trabalho profícuo sobre plantas porto-riquenhas.

## Biografia
Domingo Bello y Espinos estudou direito, exercendo funções de secretário da Ordem dos Advogados de Santa Cruz de Tenerife entre 1845 e 1847. Foi prefeito de San Cristóbal de La Laguna em duas ocasiões (1842-1843 e 1881-1883) e, entre ambos mandatos, em 18850 mudou para Porto Rico, onde viveu mais de 30 anos atuando como professor e advogado. Lá ele se tornou aficionado por botânica e escreveu um tratado sobre a flora daquela ilha, incluindo a descrição de várias espécies novas para a ciência. Seus estudos botânicos foram mais concentrados no oeste do arquipélago. Também em Porto Rico, ele se casa com Leocadia Raldiris y Ferrán, natural de Mayaguay, com quem teve dois filhos, Isabel e José. Domingo Bello Espinosa é um personagem respeitado e admirado em Porto Rico, onde ruas públicas e monumentos foram dedicados a ele, mas ele é muito pouco conhecido nas Ilhas Canárias. Foi amigo próximo do consul inglês e alemão Carl Wilhelm Leopold Krug, com quem trabalhou nos últimos anos, e que o ajudou com muitas ilustrações.
Seu herbário localizado no Jardim Botânico de Berlim foi destruído por insetos.

## Algumas publicações
Sua obra mais conhecida é a Apuntes para la Flora de Puerto-Rico, que publicou entre 1881 e 1883 em dois volumes e inclui uma lista de 964 espécies. Ele se baseou em suas coleções cuidadosamente conservadas como curador.
Seu segundo livro foi o título Un Jardín Canario lo dedicó Bello y Espinosa a la flora canaria.
- 2005. Un jardín canario. Voces de La Laguna. Ed. Idea, 140 pp. ISBN 84-96570-31-2, ISBN 978-84-96570-31-3

## Honras

### Epônimos
Género
- (Asteraceae) Belloa J.Rémy[3]

Espécies
- (Asclepiadaceae) Cynanchum belloi P.T.Li[4]
- (Bromeliaceae) Vriesea belloi Leme[5]
- (Chrysobalanaceae) Licania belloi Prance[6]
- (Myrtaceae) Eugenia belloi Barrie[7]
- (Orchidaceae) Epidendrum belloi Hágsater[8]
- (Orchidaceae) Habenaria belloi Schltr.[9]
- (Piperaceae) Piper belloi Yunck.[10]